# Exorcisme

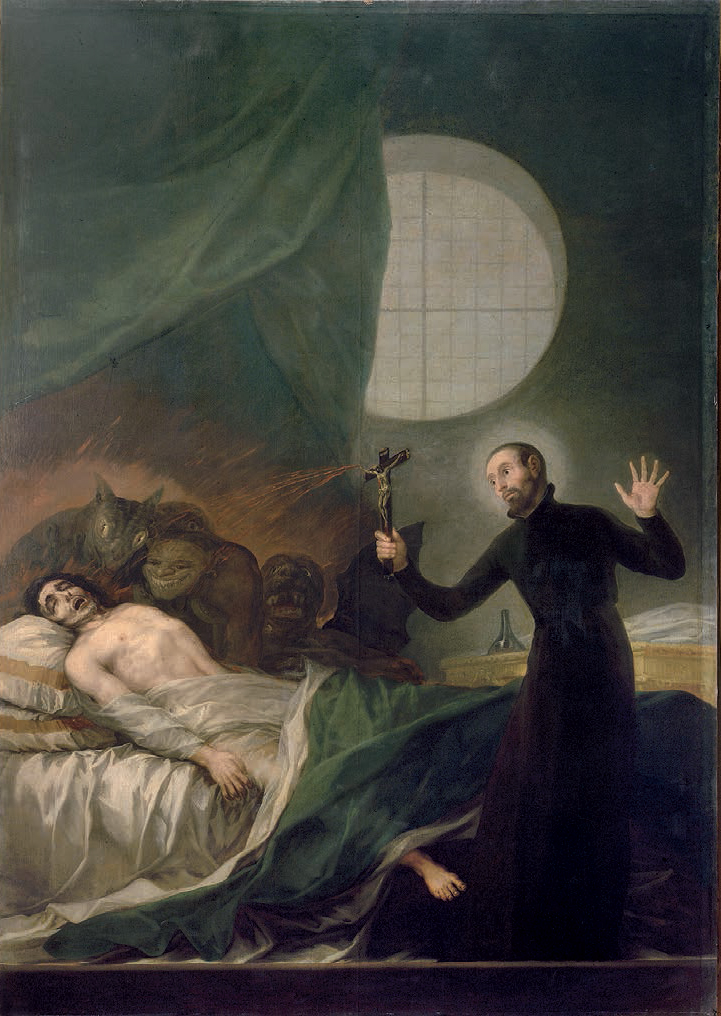
Pintura de Goya amb Sant Francesc de Borja efectuant un exorcisme

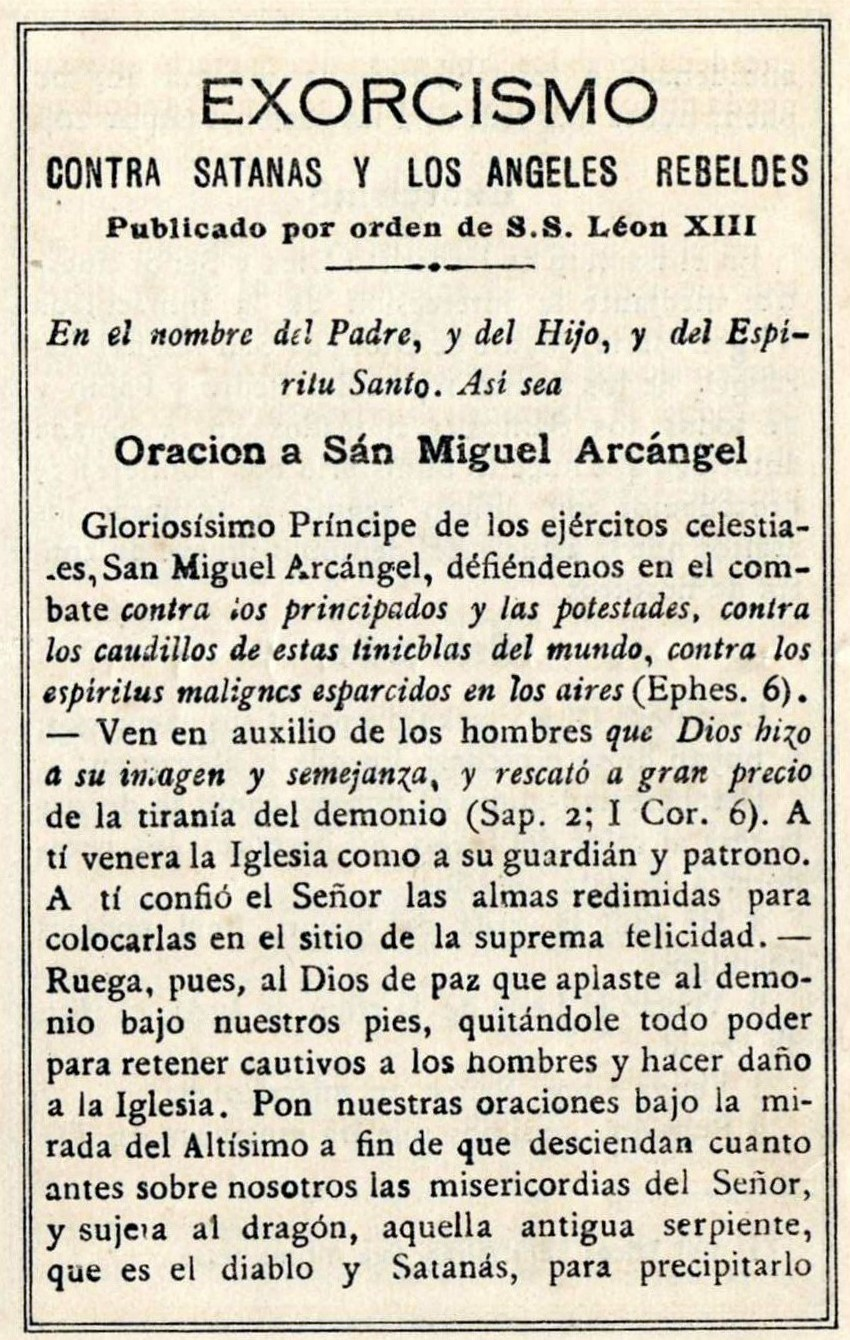
Portada del tríptic Exorcisme del Papa Lleó XIII

L'exorcisme és un ritual o litúrgia mitjançant el qual es pretén expulsar o destruir un ens sobrenatural que es considera que ha pres possessió o control de l'objecte físic o ésser viu.
Aquests ens, depenent de les creences dels implicats, poden ser dimonis, esperits malignes, bruixots, etc. L'objecte de la possessió pot ser una persona o animal, objectes i fins i tot llocs com pobles o cases (poltergeist). La possessió pot ser total o parcial.
L'exorcisme és present en la major part de les grans religions, incloent-hi el cristianisme, el judaisme i l'islam.
Els exorcismes realitzats per l'Església catòlica són probablement els més coneguts, però al cor de qualsevol exorcisme hi ha la batalla duradora contra el mal.

## Cristianisme

### Símptomes de possessió
Segons el ritual romà hi ha quatre símptomes fonamentals, entre d'altres que tenen un valor similar:
- Parlar o entendre un idioma desconegut (glossolàlia);[4]
- Descobrir el secret de les coses a distància (vidència);[4]
- Mostrar una força física inexplicable per la persona en qüestió (psicogènesi).[4]
- Blasfemar i mostrar aversió als símbols religiosos.[4]

### Ritual
El ritual d'exorcisme catòlic inclou la repetició contínua d'oracions i ordres d'expulsió.
El ritual d'exorcisme inclou la repetició contínua d'oracions i ordres d'expulsió i l'ús d'objectes que poden repel·lir l'ens, en aquest cas un dimoni, amb crucifixos, aigua beneïda, relíquies, entre d'altres.
En general, les persones que es consideren posseïdes no es consideren dolentes per a elles mateixes, ni totalment responsables de les seves accions, perquè la possessió es considera la manipulació involuntària per part d'un dimoni que provoca danys a un mateix o als altres. Per tant, els practicants consideren l'exorcisme més com una cura que com un càstig. Els rituals principals solen tenir-ho en compte, assegurant-se que no hi hagi violència contra els posseïts, només que estiguin lligats si hi ha potencial de violència.
Requested and performed exorcisms began to decline in the United States by the 18th century, and occurred rarely until the latter half of the 20th century when the public saw a sharp rise due to the media attention exorcisms received. There was "a 50% increase in the number of exorcisms performed between the early 1960s and the mid-1970s".

## Budisme
L'exorcisme budista es basa principalment en la recitació de textos sagrats anomenats "Paritta". Alguns dels textos més importants inclouen:
- Ratana Sutta: contra malalties, esperits dolents i fam

- Metta Sutta: per difondre amor i benevolència

- Āṭānāṭiya Sutta: considerat particularment eficaç

### Característiques de l'exorcisme budista
- Es basa en la creença en el poder espiritual de la “Sacca-kiriyā” (asseveració d'una cosa força veritable)[7]

- No implica possessions demoníaques com en altres religions[7]

- S'enfoca més a allunyar influències negatives que no pas en accions físiques violentes[7]

- Forma part d'una aproximació global a la salut mental i espiritual budista[7]

### Pràctiques addicionals
En algunes tradicions budistes, com el tantrisme, s'utilitzen visualitzacions de deïtats tàntriques i les seves mandales per a rituals d'exorcisme.
És important notar que la pràctica exacta pot variar segons la tradició i la regió dins el budisme. A més, alguns mestres budistes moderns poden abordar temes relacionats amb l'“alliberament” de la ment, encara que no sempre es refereixen explícitament com a “exorcisme”.
En resum, l'exorcisme budista se centra principalment en la recitació de textos sagrats i rituals específics, enfocant-se més a protegir contra influències negatives que no pas en accions físiques violentes.

## Visió científica
La possessió demoníaca no és un diagnòstic psiquiàtric o mèdic. Aquells que professen una creença en la possessió demoníaca de vegades han atribuït a la possessió els símptomes associats a malalties físiques o mentals, com la histèria, la mania, la psicosi, la síndrome de Tourette, l'epilèpsia, l'esquizofrènia o el trastorn dissociatiu de la identitat.

## Epilèpsia i exorcisme
Durant molts segles els atacs epilèptics han estat interpretats com a possessions demoníaques.
| «                             | «Mestre, us he portat el meu fill, que té un esperit mut; i quan se n'apodera, el tira per terra i treu bromera i cruix de dents i es queda rígid. Ho he dit als vostres deixebles perquè l'expulsessin, però no han pogut» | » |
| — Evangeli segons Marc (9,17) | |   |